# Buch (Berlim)
Pronunciação
Buch é uma localidade do distrito (Bezirk) de Pankow em Berlim.
A vila foi fundada em 1347, ao lado do rio Panke, um afluente do Rio Spree. Até 1920 Buch era um município de Brandemburgo e fundiu-se a Berlim após a entrada em vigor, em 1°. de outubro daquele ano, da "Lei da Grande Berlim" (alemão: "Groß-Berlin-Gesetz"). Entre 1949 e 1990 foi parte de Berlim Oriental.
Localizado no nordeste do subúrbio da cidade, tem seu ponto mais setentrional em Rieselfelder, uma antiga fazenda transformada em parte rural da Floresta Bucher (no  Parque Natural de Barnim). Nesta área, existe um lago chamado Bogensee.

 
Em sua extensa fronteira com o estado de Brandemburgo, Buch faz limite com os municípios de Wandlitz e Panketal (com as freguesias de Zepernick, Röntgental e Neu Buch), ambos no distrito de Barnim. As localidades com que faz fronteira dentro de Berlim são Blankenfelde, Französisch Buchholz e Karow, todas no distrito berlinense de Pankow.

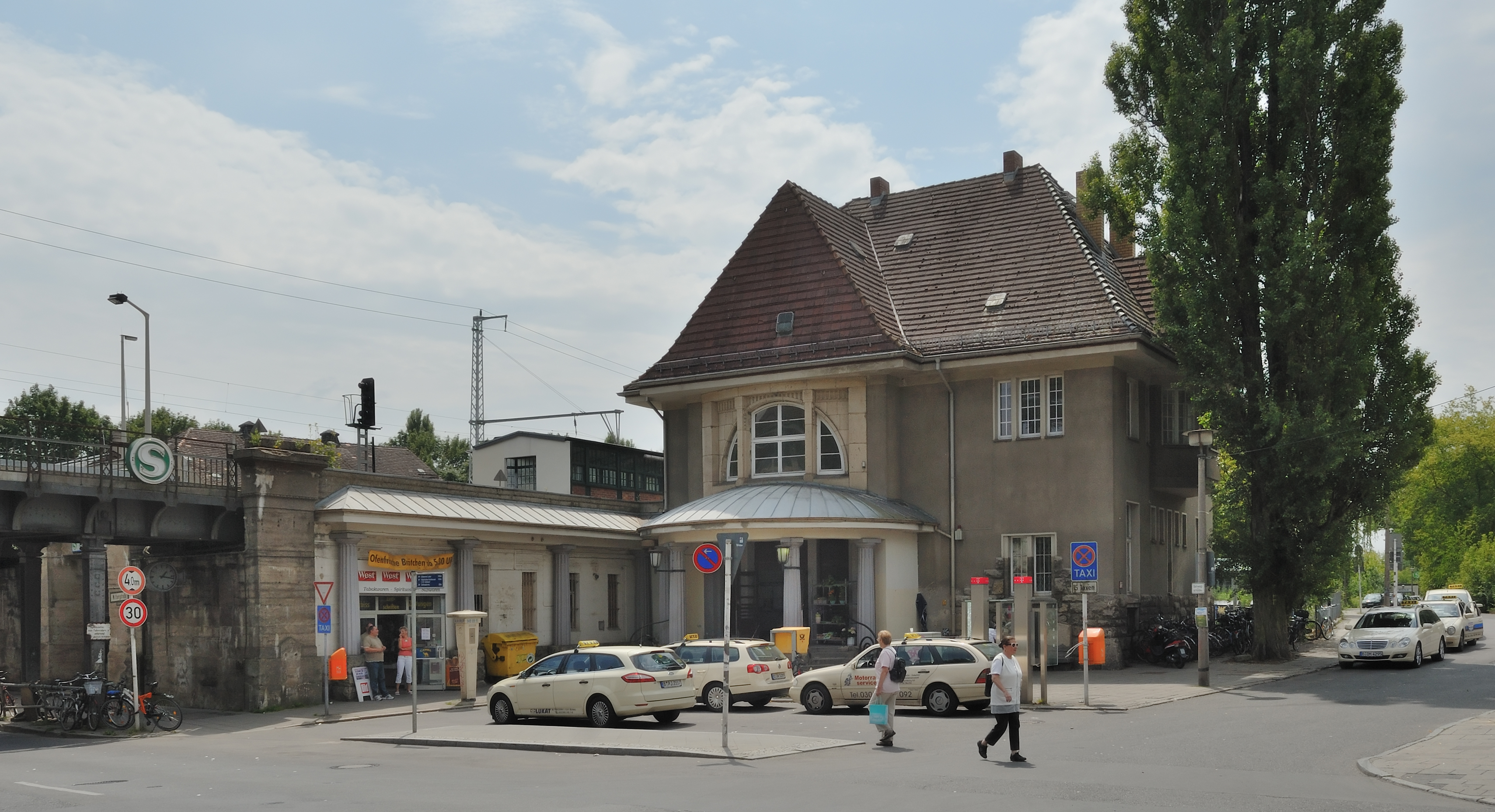
Estação de S-Bahn Buch (2009)